# Ward (África do Sul)

Mapa das Wards em que a África do Sul é dividida

Na África do Sul, wards são divisões de municípios para fins eleitorais. Os municípios locais e metropolitanos são divididos pelo Conselho de Demarcações Municipais de modo a que o número de circunscrições corresponda a metade do número de representantes no conselho municipal. Cada circunscrição elege um conselheiro diretamente, sendo o segundo eleito a partir das lista de partidos, assim garantindo representação proporcional no conselho municipal.
Para as eleições municipais sul-africanas de 2016 foram demarcadas 4.392 circunscrições na África do Sul.. Segundo a fórmula que acompanha o crescimento populacional, o número de circunscrições para as eleições em 2021 será de 4486.